# Fonte da Vila (Castelo de Vide)
A Fonte da Vila, no Alentejo, localiza-se na freguesia de Santa Maria da Devesa, na vila e no município de Castelo de Vide, distrito de Portalegre, em Portugal.

## História
Foi erguida no século XVI, na Judiaria de Castelo de Vide.
Encontra-se classificada como Imóvel de Interesse Público desde 1953.

## Características
Tem as armas de Portugal gravadas num dos seus lados e as da vila de Castelo de Vide no lado oposto.